# Muci (revistă)
Muci a fost o revistă literară românească suprarealistă editată de grupul de la revista Alge, compus din Aurel Baranga, Jules Perahim, Gherasim Luca, Paul Păun și Sesto Pals.
Sloganul revistei a fost "Pentru că nu purtăm fuduliile în tabacheră ne intitulăm Grupul Mucoșilor". Singurul număr al revistei a apărut pe 7 februarie 1932 și a fost tipărit în 200 de exemplare. Revista muci s-a distribuit la expoziția lui Jules Perahim.
Revista se deschide cu un „cuvânt înainte” semnat de Fredy Goldstein („A fost odată ca niciodată o fetiță care făcea piș în iarbă. A venit o vacă și a mâncat iarba… și a rămas pișu.”). Pe prima pagină apar un monolog de Sesto Pals („Intrarea cu câini în restaurant, strict oprită”), un poem de Gherasim Luca („Se caută potcoave de inimă moartă”) și un altul de Aureliu Baranga („Femeea pur și simplu”). Pagina 2 conține un desen fără titlu de S. Perahim, o poveste de Fredy Goldstein („Și în ziua aceia era război”), un alt desen de Mielu Mizis („Coco. Sculptură în tinichea”), două poeme de Paul Păun („Birja șase-patru-doi”) și o piesă într-un singur act semnată de Gherasim Luca („Atelier de cismărie”) ce se continuă pe pagina 3, ultima pagină. pe agina 3 mai este tipărit un desen de S. Perahim („Povestea unei fecioare care face pe nebuna”, preluat din revista „Pulă”, cu dedicația „Acest desen pentru Ida”). Restul de trei sferturi din pagina 3 e ocupat de texte care pastișează tipicul rubricilor de anunțuri și fapte diverse. De-acolo aflăm cum că „În cursul lunii viitoare are loc vernisajul expoziției de pictură și desen al prietenului S. Perahim, în salonul de așteptare al coanei Frosa din Crucea de Piatră. […] Anunțăm de pe acum că nu răspundem la nici un atac, fiindcă ne simțim cu mucii pe căciulă.”
Sașa Pană nota în legătură cu revista:
„Algiștii s-au pornit pe teribilisme. Au tipărit un număr dintr-o revistă într-un format, conținut și titlu cel puțin inedite. Se numea Muci. În subtitlu se preciza: «Pentru că nu purtăm fuduliile în tabacheră, ne intitulăm Grupul Mucoșilor»… Conținea bineînțeles și poezii, din care e greu de reprodus vreun vers, o piesă într-un act și informații în spiritul titlului revistei. Au fost doar cîteva exemplare. Pornografie… dar nu lipsită de anume umor“.